# Herbartsdorf
Herbartsdorf ist ein Gemeindeteil von Meeder im oberfränkischen Landkreis Coburg.

## Geographie und Verkehrsanbindung
Der Weiler Herbartsdorf liegt südwestlich des Kernortes Meeder. Die Staatsstraße 2205 verläuft nördlich, die B 4 südwestlich und die A 73 östlich.

## Sehenswürdigkeiten
In der Liste der Baudenkmäler in Meeder sind für Herbartsdorf zwei Baudenkmäler aufgeführt.